# مالاهاید
شهر مالاهاید (به انگلیسی: Malahide) با جمعیت ۱۲٫۵۰۱ نفر در شهرستان دوبلین در کشور جمهوری ایرلند واقع شده‌است.